# Nécropole nationale de Cléry-sur-Somme
La nécropole nationale de Cléry-sur-Somme connue également sous le nom de cimetière militaire du bois des Ouvrages est un cimetière militaire français de la Première Guerre mondiale situé sur le territoire de la commune de Cléry-sur-Somme, dans le département de la Somme, non loin de Péronne, en région Hauts-de-France.

## Localisation
Le cimetière militaire est situé sur la route départementale 938, reliant Péronne à Albert, face à l'autoroute A1. 

## Historique
La nécropole nationale de Cléry-sur-Somme a été créée en 1920 tout à côté du bois des Croisettes, appelé par les Poilus, bois des Ouvrages, d'où son nom. On a regroupé dans ce cimetière, de 1920 à 1936, des corps exhumés des cimetières situé sur l'ancien front de la Somme : la Ferme de Monacu, le Moulin de Fargny, le Bois des Berlingots, ainsi que des corps provenant des carrés militaires des cimetières communaux de Morlancourt et de Vaires-sous-Corbie.

## Caractéristiques
La nécropole a une superficie de 0,95 ha. Elle rassemble 2 332 dépouilles de soldats français morts pendant la Grande Guerre , 1 206 sont inhumées dans des tombes individuelles et 1 129 dans deux ossuaires.

### Galerie

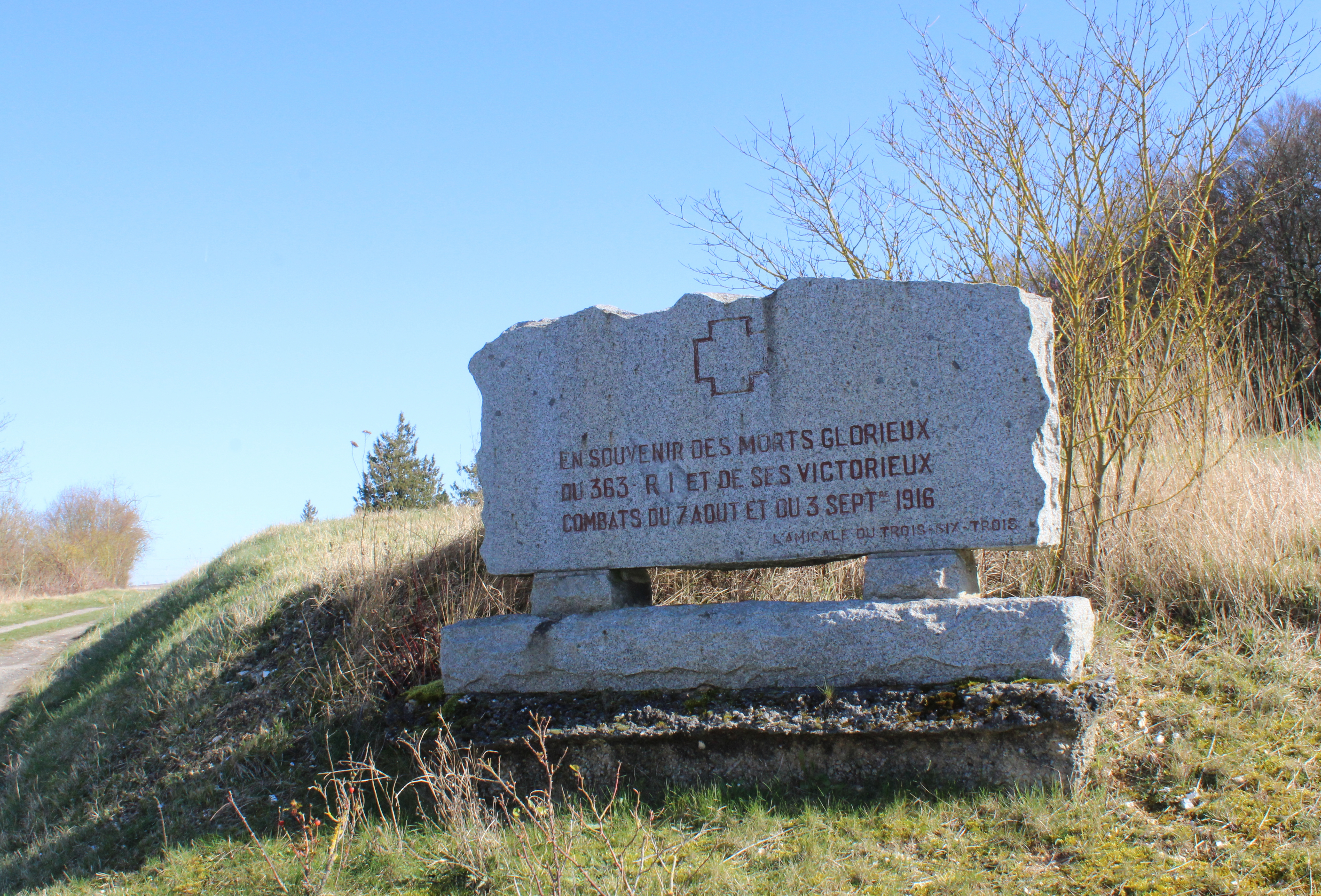
Mémorial au 363 RI.
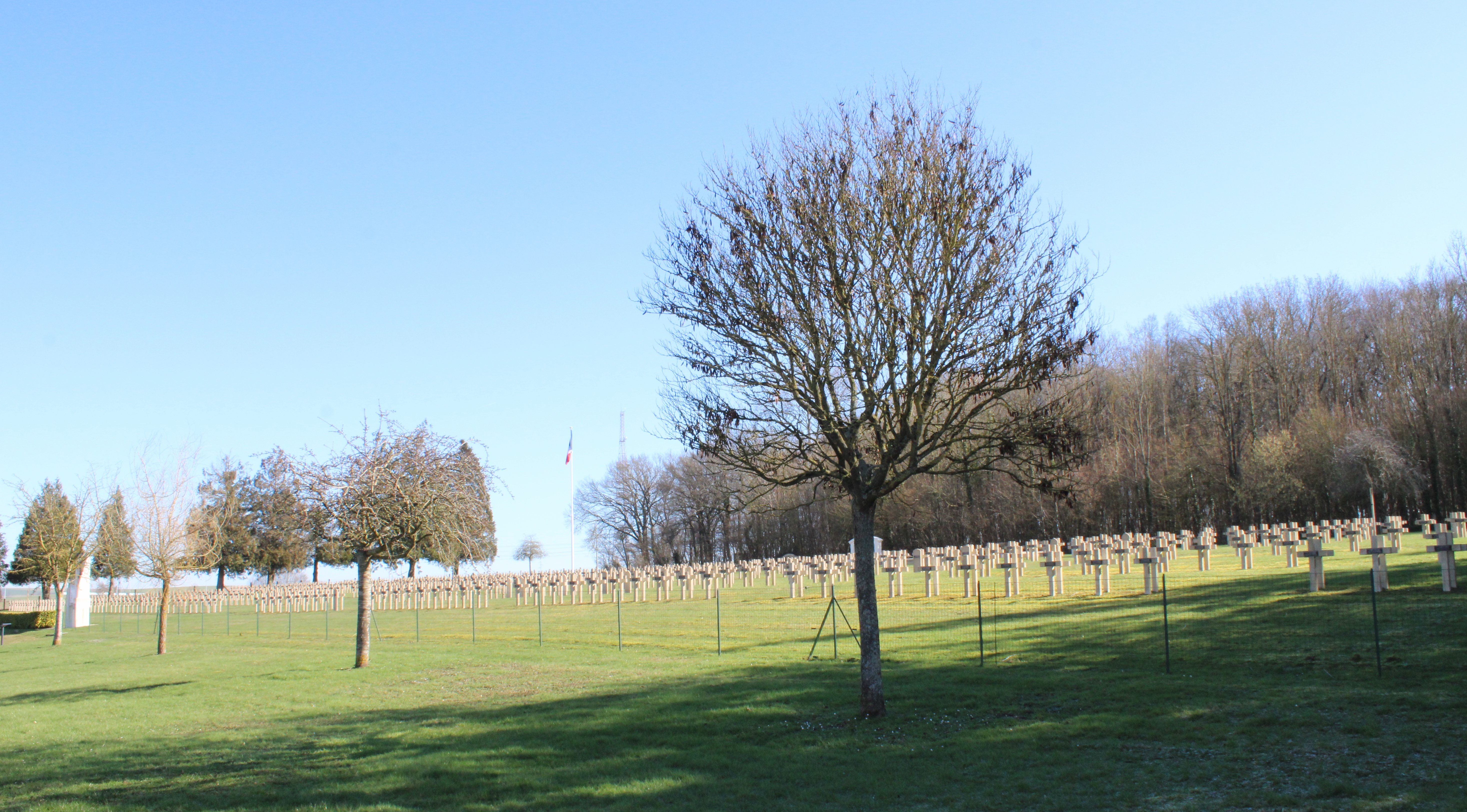
Vue générale.
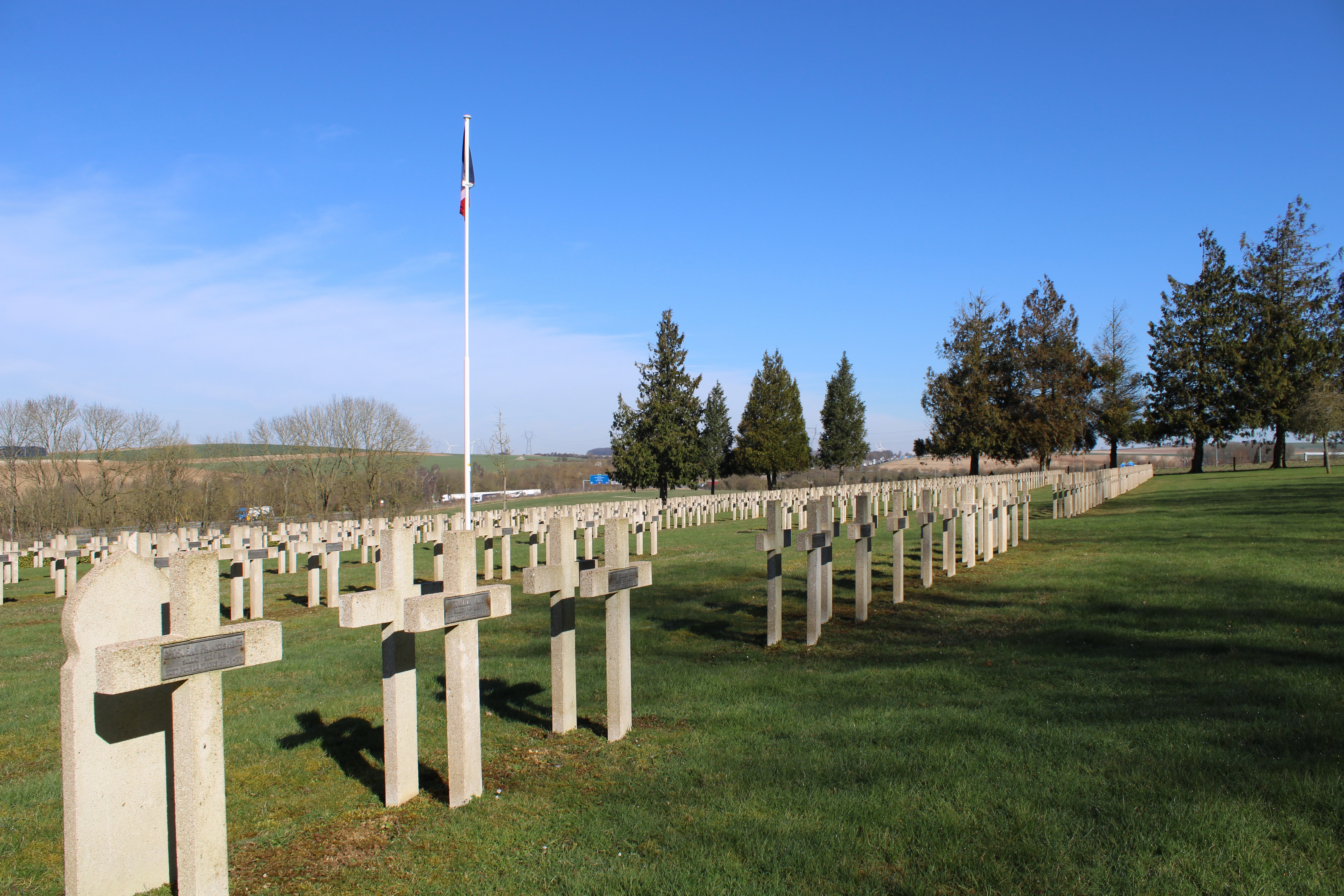
vue générale.
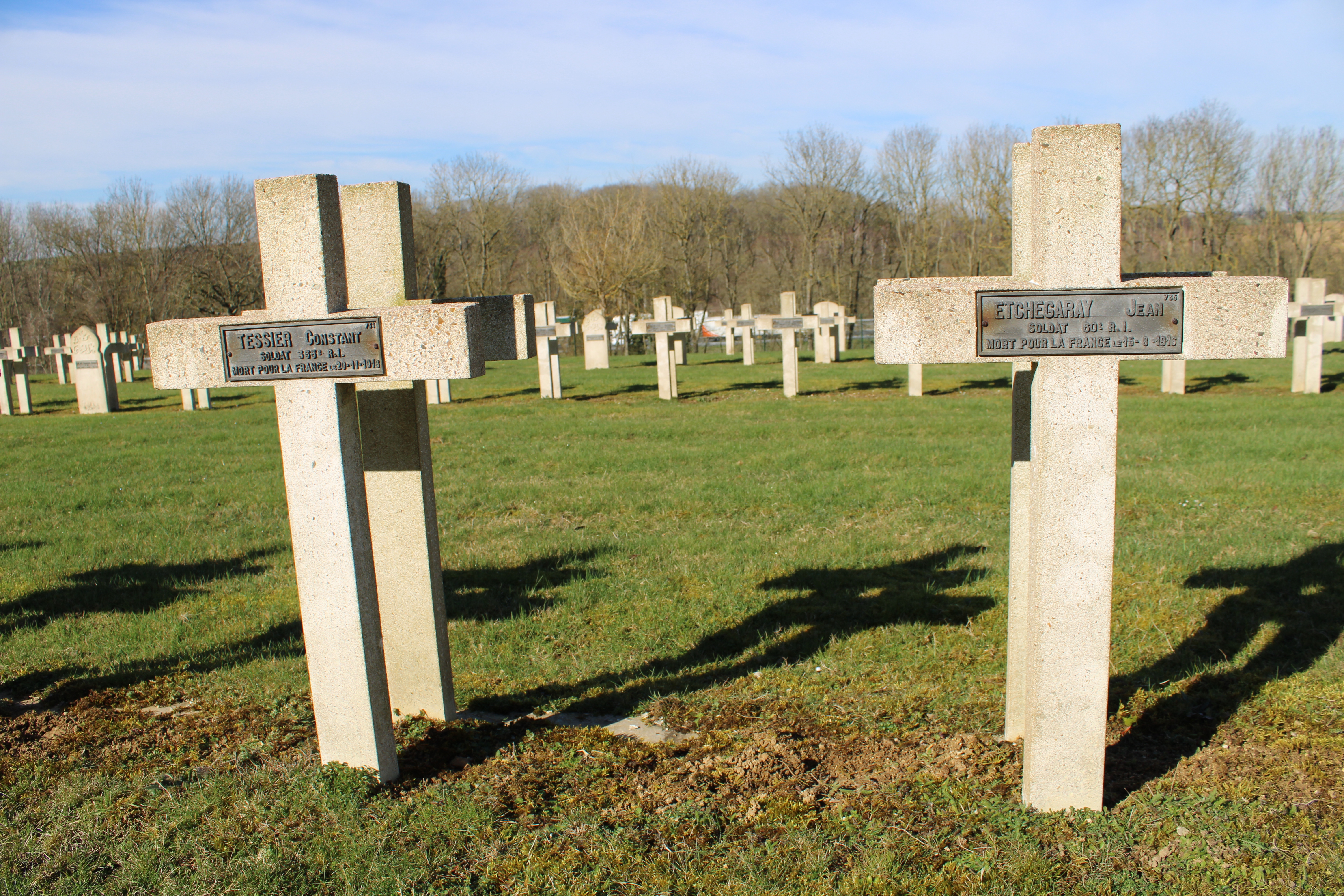
Tombes de deux soldats tombés lors de la Battaile de la Somme en 1916.
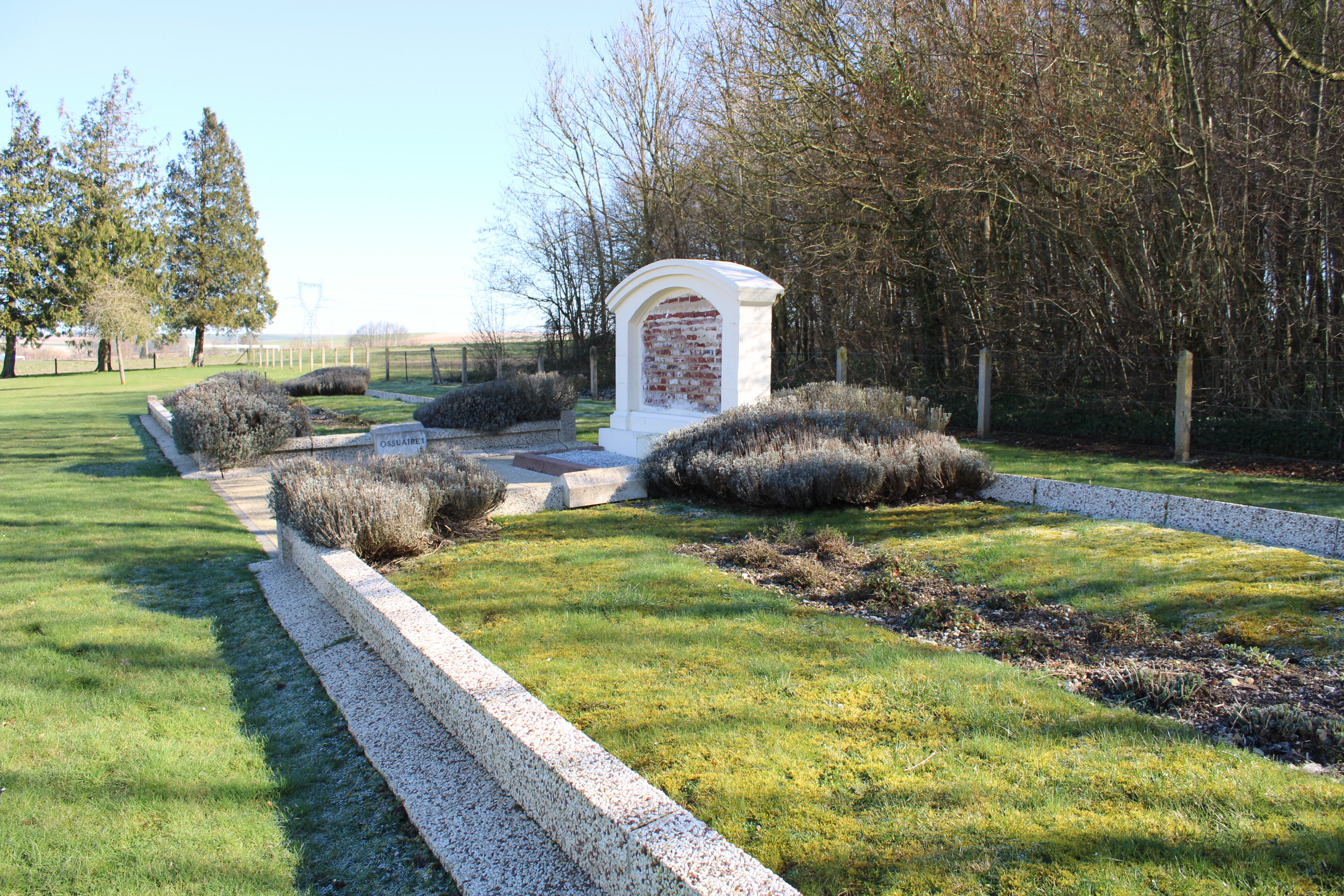
Les deux ossuaires comportant les dépouilles de 1129 soldats français.
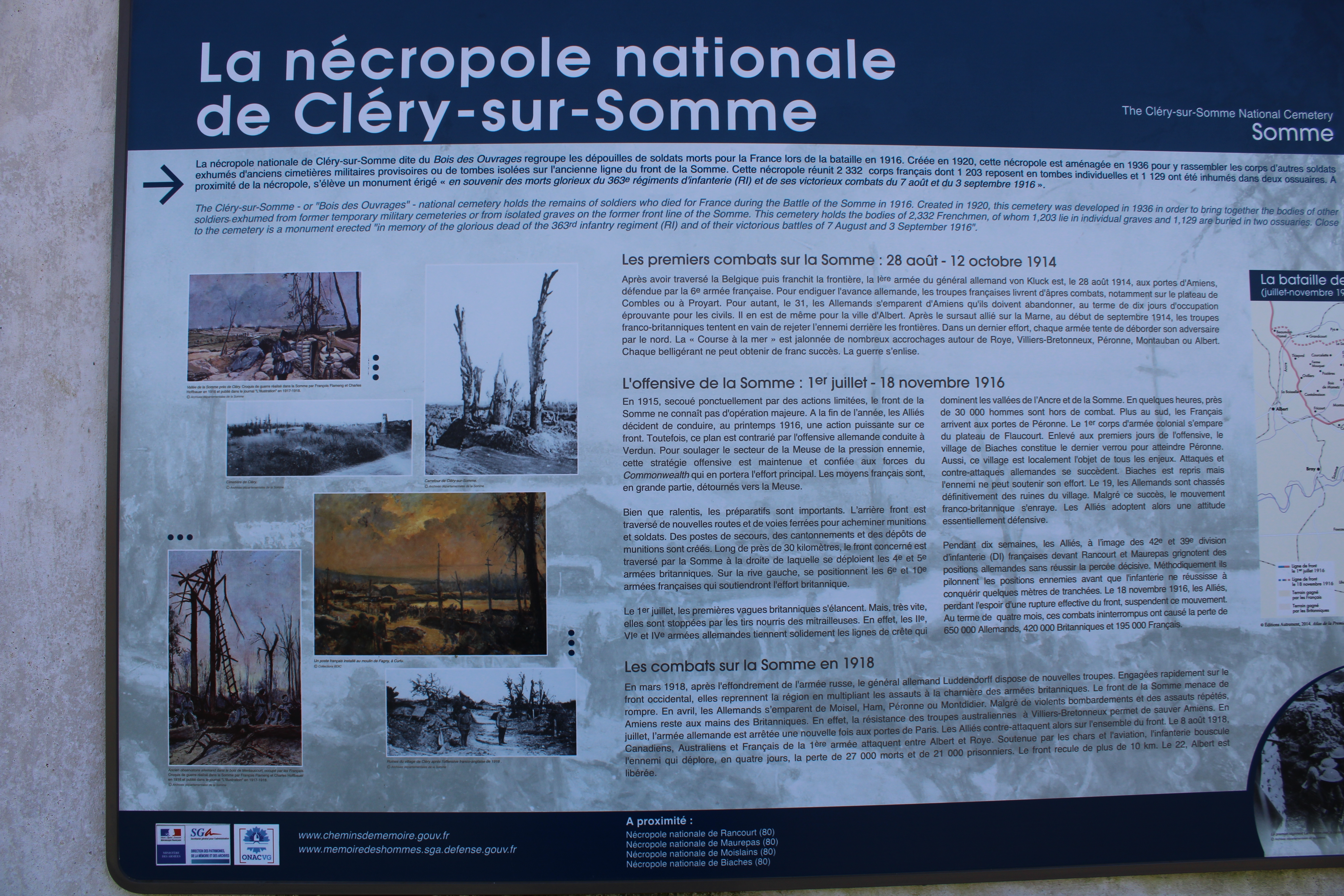
Panneau d'informations.

## Pour approfondir